# Loutremange

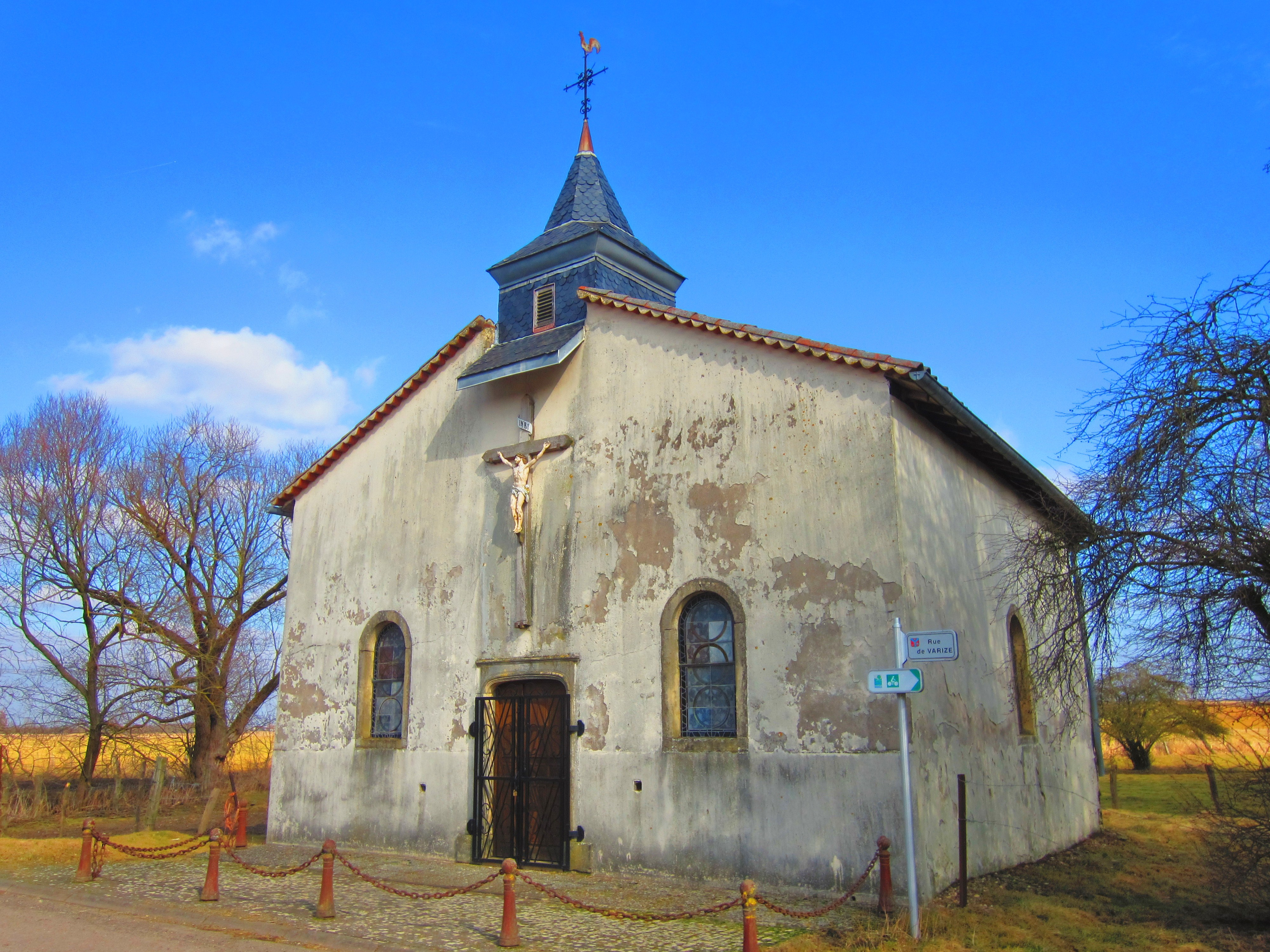
Kapelle St. Nicolas

Loutremange (deutsch Lautermingen) ist ein Ortsteil von Condé-Northen mit 22 Einwohnern (Stand: 1. Januar 2020) im Département Moselle in der Region Grand Est (bis 2015 Lothringen).

## Geographie
Die Ortschaft liegt in Lothringen am rechten Ufer der Deutschen Nied, 16 Kilometer östlich von Metz und fünf Kilometer südwestlich von Boulay-Moselle (Bolchen). 

## Geschichte
Ältere Ortsbezeichnungen sind Leutermingas (825), Louderdange (1308), Lautremange (1779), Landthrum, Lautermanges (1794) und Lontremange (1793). Der Ort gehörte früher zum Herzogtum Lothringen im Heiligen Römischen Reich. An der Südgrenze der Gemarkung führte die Römerstraße entlang, die noch 1871 bis nach Boucheporn (Buschborn), zwölf Kilometer weiter östlich gelegen, regelmäßig die Grenze der verschiedenen Gemarkungen bildete.
Durch den Frankfurter Frieden vom 10. Mai 1871 kam das Gebiet an das deutsche Reichsland Elsaß-Lothringen, und das Dorf wurde dem Kreis Bolchen im Bezirk Lothringen zugeordnet. Die Dorfbewohner betrieben Getreide-, Tabak-, Wein-, Obst- und Gemüsebau.
Nach dem Ersten Weltkrieg musste die Region aufgrund der Bestimmungen des Versailler Vertrags 1919 an Frankreich abgetreten werden. Im Zweiten Weltkrieg war die Region von der deutschen Wehrmacht besetzt, und der Ort stand bis 1944 unter deutscher Verwaltung.
Von 1975 bis 1979 war Hubert Mathieu Bürgermeister. 
1979 wurde der Ort nach Condé-Northen (Contchen) eingemeindet.

### Bevölkerungsentwicklung
| Jahr      | 1793 | 1946 | 1954 | 1962 | 1968 | 1975 |
| Einwohner | 157  | 58   | 48   | 37   | 36   | 42   |